# Pterotosoma bilineata
Pterotosoma bilineata is een vlinder uit de familie van de uraniavlinders (Uraniidae). De wetenschappelijke naam van de soort is voor het eerst geldig gepubliceerd in 1903 door Warren.